# Kalmar-Yttergrans församling
Kalmar-Yttergrans församling är en församling i Upplands södra kontrakt i Uppsala stift. Församlingen ligger i Håbo kommun i Uppsala län och ingår i Håbo pastorat.

## Administrativ historik
Församlingen bildades 2010 genom sammanslagning av Kalmar församling och Yttergrans församling.

## Kyrkor
- Kalmar kyrka
- Yttergrans kyrka